# Roetgen
Roetgen – miejscowość i gmina w Niemczech, w kraju związkowym Nadrenia Północna-Westfalia, w rejencji Kolonia, w regionie miejskim Akwizgran.

## Współpraca
Miejscowości partnerskie:
- Neumark, Saksonia
- Wervicq-Sud, Francja